# A. B. Guthrie
Pour les articles homonymes, voir Guthrie.
Alfred Bertram Guthrie, Jr., né le 13 janvier 1901 à Bedford, en Indiana, et mort le 26 avril 1991 à Choteau, dans le Montana, est un romancier et historien américain.

## Biographie
Trouvant trop féminins ses prénoms, il se surnommait Bud. Il entreprend des études supérieures à l'Université de Washington qu'il poursuit à l'Université de Seattle avant d'obtenir son diplôme à l'Université du Montana. Il devient ensuite reporter, puis rédacteur pour des journaux du Kentucky.
Il amorce sa carrière en littérature avec La Captive aux yeux clairs (The Big Sky) en 1947, qui est suivi d'Orégon-Express (The Way West), qui remporte le prix Pulitzer de la fiction en 1950.
La série des romans ayant pour héros le shérif Chick Charleston offre un croisement entre le roman policier et le genre du western.

## Œuvre

### Romans

#### SérieWestern
- The Big Sky (1947) Publié en français sous le titre La Captive aux yeux clairs, Paris, Denoël, 1947 ; réédition, Arles, Actes Sud, coll. « L’Ouest, le vrai », 2014.
- The Way West (1949) Publié en français sous le titre Orégon-Express, Paris, Denoël, 1956 ; réédition, Arles, Actes Sud, coll. « L’Ouest, le vrai », 2014 sous le titre La Route de l’Ouest. Publié en français dans une version abrégée pour la jeunesse sous le titre Aventures sur les pistes du Far-West, Paris, Istra, 1963.
- These Thousand Hills (1956)Publié en français sous le titre L'Irrésistible Ascension de Lat Evans, Arles, Actes Sud, coll. « L'Ouest, le vrai », 2017.
- Arfive (1971)
- The Last Valley (1975)
- Fair Land, Fair Land (1982) Publié en français sous le titre Dans un si beau pays, Arles, Actes Sud, coll. « L'Ouest, le vrai », 2015.

#### SérieShérif Chick Charleston
- Wild Pitch (1973) Publié en français sous le titre Retour de bâton, Paris, Gallimard, Série noire no 2347, 1994
- The Genuine Article (1977) Publié en français sous le titre Le Produit d'origine, Paris, Gallimard, Série noire no 2429, 1996
- No Second Wind (1980) Publié en français sous le titre Les loups sont innocents, Paris, Gallimard, Série noire no 1827, 1981
- Playing Catch-up (1987)
- Murder in the Cotswolds (1989)

#### Autres romans
- Murders at Moon Dance (1943)
- Twenty-Six Years After (1949)
- Kentucky (1951)
- The West Is Our Great Adventure of the Spirit (1959)

### Recueil de nouvelles
- The Big It, And Other Stories (1960)

### Littérature d'enfance et de jeunesse
- The Big Sky: An Edition For Young Readers (1950)
- Once Upon a Pond (1973)

### Poésie
- Four Miles from Ear Mountain (1987)

### Autobiographie
- The Blue Hen's Chick (1965)

### Filmographie

#### en tant que scénariste
- 1953 : L'Homme des vallées perdues (Shane), film de George Stevens, adaptation par A. B. Guthrie, Jr., d'un roman de Jack Schaefer, avec Alan Ladd et Jean Arthur
- 1955 : L'Homme du Kentucky (The Kentuckian), film de Burt Lancaster, adaptation par A. B. Guthrie, Jr., d'un roman de Felix Holt (en), avec Burt Lancaster et Dianne Foster

#### œuvres adaptées
- 1952 : La Captive aux yeux clairs (The Big Sky), film américain réalisé par Howard Hawks, adaptation du roman éponyme, avec Kirk Douglas et Dewey Martin
- 1959 : Duel dans la boue (These Thousand Hills), film américain réalisé par Richard Fleischer, adaptation du roman éponyme, avec Don Murray et Lee Remick
- 1967 : La Route de l'Ouest (The Way West), film américain réalisé par Andrew V. McLaglen, adaptation du roman éponyme, avec Kirk Douglas et Robert Mitchum